# ريبيكا آن كينغ
ريبيكا آن كينغ (بالإنجليزية: Rebecca Ann King)‏ هي متسابقة ملكة الجمال وعارضة ومحامية أمريكية، ولدت في 1950 في هانكوك في الولايات المتحدة.

## وصلات خارجية
- ريبيكا آن كينغ على موقع IMDb (الإنجليزية)